# Air Calédonie
Air Calédonie – nowokaledońska linia lotnicza z siedzibą w Numea.

## Flota
Według stanu na kwiecień 2025 flota Air Calédonie składała się z 4 samolotów o średnim wieku 7,9 lat:
| Samolot | Samolot | Samolot   | Liczba miejsc | Liczba miejsc | Uwagi |
| Model   | Aktywne | Zamówione | E             | Łącznie       | Uwagi |
| ------- | ------- | --------- | ------------- | ------------- | ----- |
| ATR 72  | 4       | -         | 70            | 70            |       |
| Łącznie | 4       | 0         |               |               |       |